# Hirotsugu Nakabayashi
Hirotsugu Nakabayashi (jap. 中林 洋次, Nakabayashi Hirotsugu; * 28. April 1986 in Yokohama, Präfektur Kanagawa) ist ein japanischer Fußballspieler.

## Karriere
Hirotsugu Nakabayashi erlernte das Fußballspielen in der Jugendmannschaft von den Yokohama F. Marinos sowie in der Schulmannschaft der Funabashi Municipal High School. Seinen ersten Vertrag unterschrieb er 2005 bei Sagan Tosu. Der Verein aus Tosu, einer Stadt in der Präfektur Saga auf der Insel Kyūshū, spielte in der zweiten Liga, der J2 League. Von Juli 2008 bis Januar 2010 wurde er an den Ligakonkurrenten Sanfrecce Hiroshima ausgeliehen. 2008 wurde er mit dem Verein aus Hiroshima Meister der zweiten Liga und stieg in die erste Liga auf. Nach Ende der Ausleihe wurde er von Hiroshima fest verpflichtet. 2012 wurde er von dem Zweitligisten Fagiano Okayama aus Okayama unter Vertrag genommen. Hier stand er bis Ende 2016 unter Vertrag. Nach 203 Zweitligaspielen kehrte er 2017 zu seinem ehemaligen Verein Sanfrecce Hiroshima zurück. 2018 wurde er mit Sanfrecce Vizemeister. Von Juli 2019 bis Januar 2020 wurde er an den Ligakonkurrenten Yokohama F. Marinos ausgeliehen. Ende 2019 feierte er mit den Marinos die japanische Fußballmeisterschaft. Nach Ausleihende wurde er von den Marinos Anfang 2020 fest verpflichtet. Am Ende der Saison 2022 feierte er mit den Marinos die japanische Meisterschaft. Nachdem er bei den Marions nicht eingesetzt worden war, wechselte er im Januar 2023 zum Fünftligisten Nankatsu SC.

## Erfolge
Sanfrecce Hiroshima
- Japanischer Zweitligameister: 2008  ▲

- Japanischer Vizemeister: 2018

Yokohama F. Marinos
- Japanischer Meister: 2019, 2022